# Тальви, Айно Аугустовна
А́йно А́угустовна Та́льви (эст. Aino Talvi, настоящая фамилия — Пиндам (Pindam), до 1928 года — Айно Мюллер, с 1928 по 1938 год — Айно Оя; 1909—1992) — эстонская, советская актриса. Народная артистка СССР (1966).

## Биография
Родилась 24 января (6 февраля) 1909 года (по другим источникам — в 1905) в Юрьеве (ныне Тарту, Эстония).
В 1927 году окончила гимназию для девочек (ныне имени М. Хярмы) Эстонского общества молодёжного образования в Тарту.
В 1929 году начала карьеру как хористка театра «Ванемуйне» в Тарту, позже — актриса этого театра.
В 1935—1944 годах — актриса Таллинского театра «Драмстудия» (с 1937 — Эстонский драматический театр, в 1952—1989 — Эстонский государственный театр драмы им. В. Кингисеппа), в 1944—1949 — театра «Эстония» (ныне Национальная опера «Эстония») (Таллин).
С 1949 (после объединения с драматической труппой театра «Эстония») и по 1984 год — актриса Эстонского драматического театра в Таллине
Снималась в кино.
Умерла 12 марта 1992 года в Таллине. Похоронена на Лесном кладбище.

## Награды и звания
- Заслуженная артистка Эстонской ССР (1952)
- Народная артистка Эстонской ССР (1956)
- Народная артистка СССР (1966)
- Государственная премия Эстонской ССР (1950)[3]
- Орден Ленина (1956)
- Орден Трудового Красного Знамени (1979)
- Медали
- В 1980—1984 годах — обладательница памятного кольца первой профессиональной актрисы Эстонии Лийны Рейман.

## Роли в театре

### Театр «Ванемуйне»
- 1932 — «Королева красоты» А. Адсона — Эллен
- 1933 — «Бог мошны» А. Кицберга — Мили
- 1934 — «Воскресение» Л. Н. Толстого и Ф. Ф. Раскольникова — Бочкова

### Эстонский драматический театр
- 1936 — «Томас Нипернаади» А. Гайлита — Элло и Лиз
- 1936 — «Проклятый хутор» А. Кицберга — Урве
- 1936 — «Мнимый больной» Мольера — Анжелика
- 1937 — «Хозяин Кырбоя» А. Таммсааре — Анна
- 1937 — «Лето» О. Лутса — Тееле
- 1938 — «Свадьба Тоотса» О. Лутса — Тееле
- 1938 — «Песнь о багрово-красном цветке» Й. Линнанкоски — Кулликки
- 1939 — «Табачная дорога» Э. Колдуэлла — Ада
- 1940 — «Цезарь и человек» А. Новашинского — Лукреция Борджиа
- 1941 — «Оборотень» А. Китцберга — Мари
- 1941 — «На дне» М. Горького — Настя
- 1942 — «Борьба за престол» Г. Ибсена — Маргарет
- 1943 — «Нора» Г. Ибсена — Нора
- 1943 — «Учёные женщины» Мольера — Арманда
- 1949 — «Куда идёшь, товарищ директор?» А. Хинта — Лидия
- 1951 — «Дядя Ваня» А. П. Чехова — Елена
- 1951, 1955, 1958 — «Варгамяе» А. Х. Таммсааре — Мари
- 1952 — «Любовь Яровая» К. А. Тренёва — Любовь Яровая
- 1953 — «Ловкая служанка» К. Гольдони — Арджентина
- 1954 — «Маскарад» М. Ю. Лермонтова — Баронесса Штраль
- 1955 — «Старый дуб» А. М. Якобсона — Тамара
- 1955 — «Антоний и Клеопатра» У. Шекспира  — Клеопатра
- 1955 — «Живой труп» Л. Н. Толстого — Анна Дмитриевна
- 1956 — «Атлантический океан» Ю. Смуула — Эстер
- 1957 — «Оптимистическая трагедия» В. В. Вишневского — комиссар
- 1957 — «Дом, где разбиваются сердца» Б. Шоу — леди Этеруорд
- 1958 — «Егор Булычов и другие» М. Горького — Мелания
- 1960 — «Юдифь» А. Таммсааре — Юдифь
- 1962 — «Мамаша Кураж и её дети» Б. Брехта — Кураж[4]
- 1965 — «Неуловимое чудо» Э. Вильде — Сальме Педак
- 1966 — «Дом Бернарды Альбы» Ф. Гарсиа Лорки — Бернарда Альба
- 1966 — «Вдова полковника» Ю. Смуула — Вдова
- 1968 — «Последние» М. Горького — Софья
- 1971 — «Святое озеро» К. Сая — Даугвилене
- 1971 — «Долгий день уходит в ночь» Ю. О’Нила — Мэри
- 1973 — «Кошки-мышки» И. Эркень — Гиза
- 1975 — «Ричард III» У. Шекспира — Елизавета
- 1976 — «Розовый сад» Э. Ветемаа — Мать
- 1979 — «Последний срок» В. Г. Распутина — Анна[3]

### Театр «Эстония»
- 1944 — «Elua abits» М. Паньоля — Сюзи
- 1945 — «Школа злословия» Р. Шеридана — Леди Uniohakas
- 1945 — «На всякого мудреца довольно простоты» А. Н. Островского  — Клеопатра
- 1945 — «Веление времени» И. Семпера — Ксрсти
- 1946 — «Жизнь в цитадели» А. М. Якобсона — Ева Мийлас
- 1947 — «Сирано де Бержерак» Э. Ростана — Роксана
- 1947 — «Три сестры» А. П. Чехова — Ольга
- 1949 — «Отелло» У. Шекспира — Дездемона

## В телепостановках
- 1964 — «Стеклянный зверинец» С. Уильямса
- 1969 — «Чёрный лебедь»

## На радио
- 1948 — «Вишнёвый сад» А. П. Чехова
- 1959 — «Дикая утка» Г. Ибсена

## Фильмография
- 1947 — Жизнь в цитадели — Ева Мийлас
- 1956 — На задворках — Сяйнас
- 1959 — Незваные гости — мать Хильды
- 1970 — Коммуна ВХУТЕМАС (из цикла Штрихи к портрету В. И. Ленина) — Клара Цеткин.

## Память
- В 1971 году снят телефильм «Айно Тальви».